# Tímon de Atenas

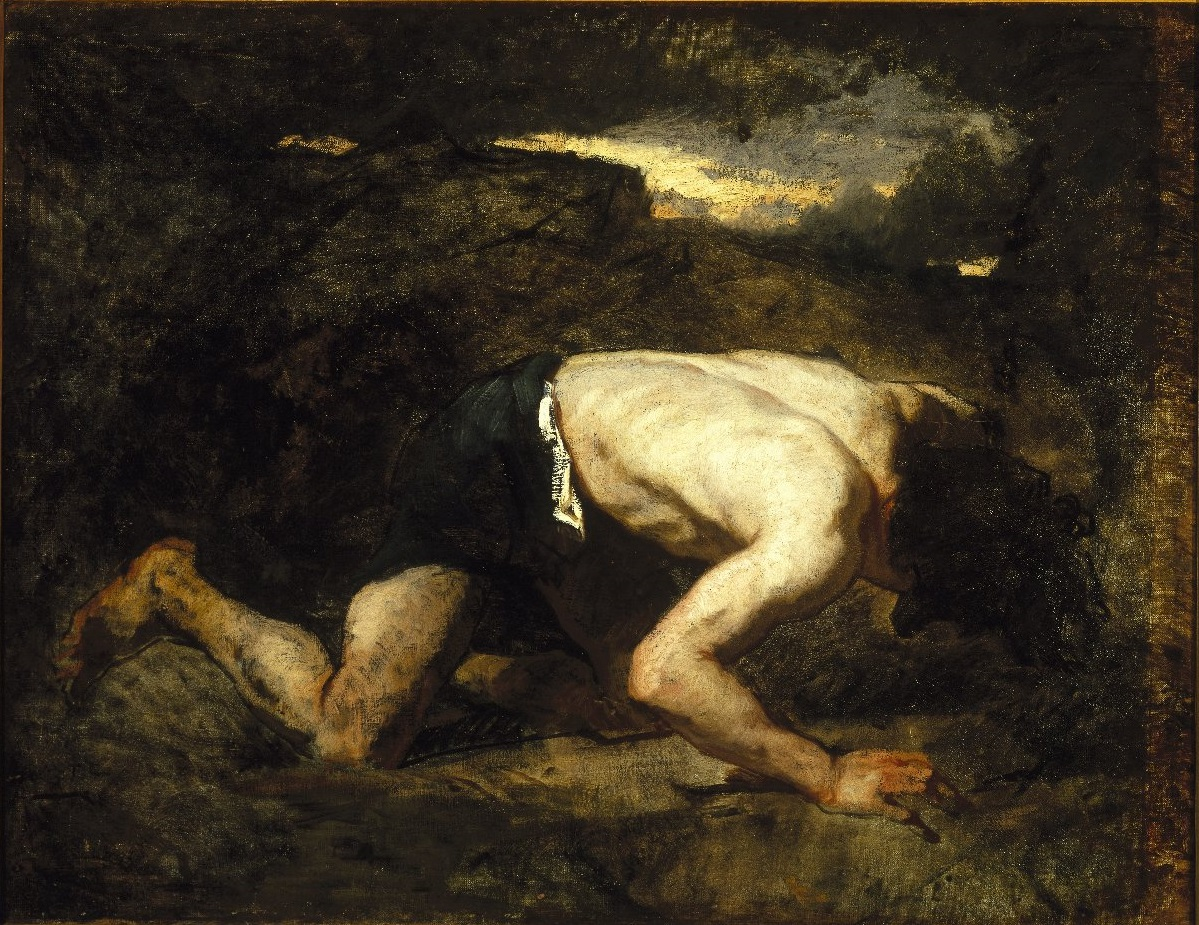
O Fugitivo, Estudo para Tímon de Atenas, Thomas Couture (c. 1857)

Tímon de Atenas ou Timão de Atenas (em inglês: Timon of Athens) é uma peça de teatro de 1606 do dramaturgo inglês William Shakespeare, escrita provavelmente com Thomas Middleton, em que é narrada a trajetória de um misantropo ateniense, Tímon de Atenas (personagem provavelmente inspirado no filósofo homônimo). Foi publicada pela primeira vez em 1623 no First Folio. É a última peça do "período trágico" de Shakespeare, mas alguns estudiosos a posicionam entre as peças shakespearianas de definição mais problemática, complexa ou ambígua.
Inicialmente, Tímon era um grande mecenas. Patrocinava políticos, artistas, filósofos, prostitutas e qualquer um que se dizia seu amigo. A peça transcorre entre banquetes pantagruélicos oferecidos por Tímon. Atenienses ilustres desfilam pelo salão nobre e gravitam em torno dele. O mecenas é cantado, pintado, esculpido, analisado, cultuado e louvado em discursos. A prodigalidade dos elogios ao grande personagem não conhece limites e a traição terá lugar de honra à mesa de Tímon.
A produção mais antiga da peça foi em 1674, quando Thomas Shadwell escreveu uma adaptação sob o título The History of Timon of Athens, The Man-hater.

## Personagens
- TIMÃO: nobre ateniense.
- LÚCIO, LÚCULO e SEMPRÔNIO: nobres, aduladores de Timão.
- VENTÍDIO: um dos falsos amigos de Timão.
- APEMANTO: filósofo intratável.
- ALCIBÍADES: capitão ateniense.
- FLÁVIO: intendente de Timão.
- FLAMÍNIO, LUCÍLIO, SERVÍLIO: criados de Timão.
- CÁFIS, FILOTO, TITO, LÚCIO, HORTÊNSIO: criados dos credores de Timão.
- Criados de Ventídio, de Varro e Isidoro (dois credores de Timão).
- Três estrangeiros.
- Um velho ateniense.
- Um pajem.
- Um bobo.
- Poeta, pintor, joalheiro e mercador.
- FRINÉIA e TIMANDRA: amantes de Alcibíades.
- Nobres, senadores, oficiais, soldados, ladrões e criados.
- Cupido e amazonas, mascarados.

## Passagens célebres

### Ato IV, Cena 1
Entra Tímon.
TÍMON - Ah, muralhas de Atenas, vou olhar pra vocês pela última vez. Vocês, que cercam esses lobos, caiam por terra e deixem Atenas ao deus-dará. Mulheres, chafurdem na bacanal. Crianças, não obedeçam mais ao papai. Escravos e idiotas, arranquem do plenário os veneráveis membros murchos do Senado e assumam o poder. Virgenzinhas em flor, convertam-se . Falidos do mundo, "uni-vos" - em vez de pagar as dívidas, puxem da navalha e rasguem a garganta dos credores. Trabalhadores assalariados, roubem - os seus patrões são ladrões de mão grande, que roubam também, mas com o apoio da lei. Empregadas, já pra cama do patrão - a patroa ainda não voltou do bordel. Jovens, ao completar dezesseis anos, arranquem a muleta estofada do seu progenitor aleijado e rachem com ela a cabeça dele. Piedade, temor, religião, paz, justiça, verdade, respeito em casa, noites de folga, boa vizinhança, boa educação, boas maneiras, hierarquias, artes e ofícios, usos, costumes e leis, degenerem até que tudo morra no seu contrário e ainda assim viva o caos. Pestes do mundo, que as suas febres invadam Atenas, pronta pra o abate. Que a fria ciática lese tanto os nossos senadores que os seus membros fiquem tão frouxos quanto os seus costumes. Que a luxúria e a libertinagem penetrem sutilmente na medula dos jovens, pra que eles nadem contra a corrente da virtude e se afoguem na perdição. Que sarnas e pústulas plantem-se fundo nos corações atenienses, e que a colheita seja a lepra geral. Que o hálito infecte o hálito, e que a amizade destile puro veneno. Não levo dessa cidade execrável nada mais que a nudez do corpo. Que ela fique nua também, debaixo de mil maldições. Tímon vai pra floresta, onde a fera mais desumana é mais humana que a humanidade. Que os deuses - todos os deuses, estão me ouvindo! -, que os deuses amaldiçoem os atenienses, dentro e fora dessas muralhas. Que a vida de Tímon faça o seu ódio ser eterno. Contra todos os homens do mundo, no olimpo e no inferno. Amém. (Sai.)

### Ato IV, Cena II
"Ouro, amarelo, fulgurante, ouro precioso!
Uma porção dele basta para fazer do preto, branco; do louco, sensato;
Do errado, certo; do vilão, nobre; do velho, jovem; do covarde, valente;
...Ó deuses, não estais vendo? por que
Afasta ele vossos sacerdotes e os servos dos vossos altares?
E arranca o travesseiro do justo que nele repousa a cabeça,
Esse escravo amarelo
Ata e desata vínculos sagrados; abençoa o amaldiçoado;
Doura a lepra; honra ladrões,
Dá-lhes títulos, genuflexões e homenagens,
Colocando-os no conselho dos senadores;
Faz a viúva anciã casar de novo.
...Metal execrável,
És da humanidade a vil prostituta."

## Legado
Karl Marx discute e cita Timão de Atenas em seu Manuscritos Econômico-Filosóficos de 1844 e no livro primeiro de O Capital (1867). Neste segundo, utiliza a famosa passagem do Ato IV, Cena III como nota para referendar a afirmação de que "No dinheiro desaparecem todas as diferenças qualitativas das mercadorias, e o dinheiro, nivelador radical, apaga todas as distinções". Mais de duas décadas antes, Marx concentra-se na mesma passagem para tratar do poder do dinheiro e em como Shakespeare, através daquele trecho, ressalta duas propriedades do dinheiro:
"1. Ele é a divindade visível, a transformação de todas as qualidades humanas e naturais em seus antônimos, a confusão e inversão universal das coisas; ele converte a incompatibilidade em fraternidade;
2. Ele é a meretriz universal, o alcoviteiro universal entre homens e nações."

## Traduções brasileiras[4]
- Traduzido por Carlos Alberto Nunes, Timão de Atenas em prosa e decassílabos heróicos:
  - Melhoramentos, 1956 e 1958 (edição com Tróilo e Créssida e Timão de Atenas);
  - Ediouro, s/d (em Shakespeare – Teatro Completo em 3 vol. “Tragédias”);
  - Agir, 2008 (em William Shakespeare – Teatro Completo em 3 vol. “Tragédias”).

- Traduzido por F. C. Cunha Medeiros e Oscar Mendes, Tímon de Atenas em prosa:
  - José Aguilar, 1969 (em William Shakespeare – Obra Completa, volume I “Tragédias”);
  - Nova Aguilar, 1989 e 1995 (em William Shakespeare – Obra Completa, volume I “Tragédias”)

- Traduzido por Barbara Heliodora, Tímon de Atenas em prosa e versos decassílabos:
  - Editora Lacerda, 2003;
  - Nova Aguilar, 2006 (edição revista, em William Shakespeare – Teatro Completo, Vol. 1 – “Tragédias e Comédias sombrias”).